# Turismo responsable
La denominación Turismo Responsable se utiliza para definir diversas propuestas dirigidas a enfrentar los impactos negativos del turismo: daños a ecosistemas, enajenación de tierras, desestructuración de las sociedades locales, etc. Estos costes empezaron a ser analizados por la literatura académica en los años 70. En esa misma década empezaron a surgir las primeras organizaciones que tenían como objetivo programático la denuncia de los impactos del turismo, como la asociación suiza Arbeitskreis Tourismus & Entwicklung (AKTE), y la generación de propuestas para contrarrestarlos, como las planteadas por Jost Krippendorf.

## Definición de Turismo Responsable
Actualmente, la denominación Turismo Responsable se utiliza para definir diversas propuestas dirigidas a enfrentar los impactos negativos de la actividad turística. Estas propuestas se pueden clasificar en tres tipos:

### Turismo responsable como movimiento social
Definida así inicialmente por Jordi Gascón y Ernest Cañada, este punto de vista considera el Turismo Responsable como un movimiento social a favor de la sostenibilidad del fenómeno turístico que se articula en tres ejes o líneas de actuación:
- El establecimiento de modelos de desarrollo turístico sostenibles y específicos para cada zona de destino, para lo cual se deben tener en cuenta sus variables sociales, culturales, económicas y medioambientales

- La denuncia de los impactos negativos que el turismo conlleva o puede suponer en las sociedades anfitrionas, en sus ecosistemas y en el medioambiente global, así como la implicación en el acompañamiento y solidaridad con los colectivos afectados

- La reclamación de la responsabilidad de turistas, tour-operadores, anfitriones e instituciones públicas a la hora de favorecer modelos turísticos sostenibles.

Esta concepción del turismo responsable se acerca a lo que se ha venido a denominar el Giro Crítico (Critical Turn) de los estudios de turismo: una línea de investigación que no se queda sólo en la crítica ontológica o académica del turismo, sino que tiene explícitamente un compromiso político a favor de la justicia social, la equidad y la lucha contra la opresión. Esta visión es la que defiende, entre otros, el Foro de Turismo Responsable, plataforma que agrupa diversas organizaciones sociales de España, y la que se planteó en el Foro Global Sobre Turismo Sustentable, realizado en el marco del Foro Social Mundial celebrado en Belém do Pará, Brasil, en enero y febrero de 2009.

### Turismo responsable como la aplicación de buenas prácticas
Desde este punto de vista, el turismo responsable consiste en el desarrollo y aplicación de instrumentos de gestión empresarial dirigidos a minimizar los impactos negativos de la actividad turística y aumentar los beneficios de la población anfitriona. Algunos de los instrumentos de este tipo más característicos son: las certificaciones o sellos de garantía que se otorgarían a emprendimientos turísticos que cumplieran una serie de condiciones sociales, económicas y/o medioambientales previamente fijadas por la entidad certificadora; las políticas de responsabilidad social corporativa, a ser adoptadas por la empresa turística e incorporadas en su funcionamiento cotidiano; los códigos éticos o decálogos, una variante menos compleja y de más fácil aplicación práctica que la anterior; o el desarrollo de modalidades turísticas sostenibles. La Declaración de Ciudad del Cabo (2002) recoge los principios básicos de esta concepción del turismo responsable, y es propugnada, entre otros, por el International Center for Responsible Tourism de la Universidad Metropolitana de Leeds.
A diferencia de la concepción de turismo responsable anterior, que considera que la sostenibilidad de la actividad empresarial turística se consigue primordialmente mediante la creación y aplicación de normativas legales y que valora el papel regulador del Estado, esta segunda se caracteriza por buscar un compromiso voluntario del sector empresarial. Diversos investigadores han denunciado que, acogiéndose a este planteamiento, el sector empresarial turístico intenta captar el término "responsabilidad" a favor de su política de imagen.

### Turismo responsable como nicho de mercado
Según este planteamiento, el concepto de turismo responsable hace referencia a un nicho específico de mercado que agrupa diversas modalidades de turismo caracterizadas por plantear conscientemente principios de sostenibilidad y/o por tener como objetivo la generación de beneficios para las sociedades y ecosistemas locales.  Tipos de turismo de estas características son el Ecoturismo o el Turismo Solidario. Esta concepción busca aprovechar el desarrollo, desde la década de 1980, del turismo post-fordista, que se caracteriza por la creación de propuestas turísticas heterogéneas, segmentadas y menos estandartizadas, a diferencia del turismo fordista determinado por la producción turística masificada siguiendo un mismo patrón. El turismo responsable consistiría en generar y promocionar propuestas turísticas de pequeño formato (a diferencia del turismo de masas) creadas bajo principios de sostenibilidad dirigidos a sectores de consumidores con un perfil específico. Esta concepción del turismo responsable ha generado el interés del sector empresarial.

## El debate de la certificación
La certificación de productos turísticos definidos como sostenibles, responsables o solidarios es un tema de debate en el ámbito del turismo responsable. Desde la década de 1990 se han ido proponiendo sellos de garantía de turismo responsable, tales como el CSR Tourism, propuesto por diversas organizaciones sociales alemanas que trabajan en el ámbito del turismo responsable, o el Biosphere Responsible Tourism, gestionado por el Instituto de Turismo Responsable. Quienes defienden este instrumento consideran que la certificación puede mejorar las posibilidades comerciales de estos productos turísticos al incrementar la confianza del posible consumidor, proteger el patrimonio cultural y natural, o favorecer el cambio en las práctica empresarial a favor de modelos más sostenibles.
Sin embargo, quienes se oponen objetan, entre otras cosas, que es dudoso que el sello ofrezca nuevas oportunidades de comercialización, que los costes de este instrumento son muy elevados, por encima de las posibilidades de la población local y de los beneficios que les puede reportar sus emprendimientos turísticos, que la necesidad de regulación puede llevar a la homogeneacización de las propuestas turísticas, o que los posibles consumidores de este tipo de turismo ya tienen a su alcance otras mecanismos para obtener referencias sin tener que depender de un instrumento tan costoso. Incluso investigadores que impulsaron inicialmente la certificación, como Xavier Font del International Center for Responsible Tourism, posteriormente empezaron a plantear dudas sobre su aplicabilidad y eficiencia. Algún autor propone la creación de certificaciones participativos, gestionados y diseñados por la propia población local, lo que solventaría algunos de los problemas detectados en los sellos controlados por certificadoras externas.
El debate alrededor de la certificación se ha tratado en espacios de discusión y análisis de carácter internacional como la conferencia "Reconsiderando la certificación del turismo: una conferencia indígena", organizada por la Indigenous Tourism Rights International en el 2004 de forma virtual o el "II Foro Internacional de Turismo Solidario y Comercio Justo" celebrado en Chiapas, México, en el 2006. En ambos casos, las organizaciones indígenas y campesinas, que tendrían que ser las principales beneficiarias de la certificación, se opusieron mayoritariamente por considerar que los posibles beneficios no compensarían los riesgos y difunciones que podría comportar.

## Pro-Poor Tourism
Pro-Poor Tourism (PPT) es una metodología de intervención en turismo ideada en la década de 1990 por instituciones públicas de cooperación al desarrollo británicas y el International Center for Responsible Tourism de la Universidad Metropolitana de Leeds. Su objetivo es idear estrategias que permitan generar ingresos para los sectores desfavorecidos de la población provenientes del turismo, aunque estas ganancias sean marginales y otros acaparen la mayor parte de los beneficios que genera la actividad. Por tanto, PPT valora el impacto de una actividad turística a partir de su capacidad de aumentar los ingresos netos de la población menos favorecida. Cualquier modelo turístico que lo consiga es un modelo válido. Otros factores, como el impacto sobre las diferencias socioeconómicas y la distribución de los beneficios, son considerados temas secundarios.
PPT ha tenido una notable difusión, como demuestra que haya sido adoptada por la Organización Mundial del Turismo (OMT) como principio de su política de cooperación al desarrollo o que sea recomendada por la World Travel & Tourism Council (WTTC), la plataforma que agrupa el centenar de empresas transnacionales más grandes del sector a nivel mundial.
Pero también son muchas las dudas que ha despertado en ámbitos académicos y en los movimientos sociales. Las principales críticas que se le hacen son:
- Legitima políticas e intereses empresariales que tienen graves consecuencias en las sociedades, economías y ecosistemas locales, al no hacer un análisis de los impactos del fenómeno turístico y contentarse sólo con la obtención de algún beneficio marginal para la población empobrecida.[29]

- Es una propuesta cercana a la ortodoxia neoliberal, según la cual el desarrollo económico, y no la redestribución de la riqueza, es el factor fundamental para la lucha contra la pobreza.[13]

- Escasa eficiencia.[30]

- Utiliza una conceptualización limitada de la pobreza al considerarla en términos absolutos (por la cantidad de ingresos que un individuo tiene), cuando ya hace décadas que investigadores y especialistas definen la pobreza de forma relativa: la pobreza y la marginalidad no depende tanto del volumen de ingresos como de la situación del individuo en la estructura social.[31][32][33][34]